# 高ノ花武也
高ノ花 武也（たかのはな たけや、1902年12月7日 - 1960年5月25日）は、現在の新潟県上越市出身で出羽海部屋に所属した力士。本名は倉田 武也（旧姓藤田）。183cm、120kg。最高位は西前頭8枚目（ただし、春秋園事件に加担した為に番付が削除され、番付上の最高位は東前頭14枚目）

## 経歴
1921年5月場所に「高田川」の四股名で初土俵を踏む。着実に番付を上げていき、1929年1月場所で十両昇進。1931年5月新入幕、恵まれた体格で常陸山に後継者として期待されるが、その後春秋園事件に加担したことで大成できず、1933年1月に幕内格別席で復帰した場所を全休し、そのまま廃業した。廃業後は新宿で相撲料理店「つたや」を経営した。

## 主な成績
- 通算成績：126勝102敗21休3預 勝率.553
- 幕内成績：13勝9敗11休 勝率.591
- 現役在位：32場所
- 幕内在位：3場所
- 各段優勝
- 十両優勝：1回（1931年1月場所）

### 場所別成績
| 1921年 （大正10年） | x                        | x                | （前相撲）               | x                |
| 1922年 （大正11年） | 東序ノ口18枚目 3–1 (1預) | x                | 東序二段26枚目 3–2       | x                |
| 1923年 （大正12年） | 東序二段3枚目 5–5        | x                | 東三段目42枚目 3–3       | x                |
| 1924年 （大正13年） | 東三段目36枚目 3–2       | x                | 西三段目18枚目 3–3       | x                |
| 1925年 （大正14年） | 東三段目16枚目 3–3       | x                | 西三段目11枚目 2–2 (2預) | x                |
| 1926年 （大正15年） | 西幕下33枚目 5–1         | x                | 西幕下13枚目 3–3         | x                |
| 1927年 （昭和2年） | 西幕下15枚目 3–3         | 西幕下15枚目 1–5 | 西幕下15枚目 2–2–2       | 西幕下25枚目 4–2 |
| 1928年 （昭和3年） | 東幕下11枚目 3–3         | 西幕下6枚目 4–2  | 東幕下12枚目 4–2         | 東幕下12枚目 4–2 |
| 1929年 （昭和4年） | 東十両11枚目 4–4–3       | 東十両11枚目 6–5 | 西十両4枚目 3–7–1        | 西十両4枚目 4–7  |
| 1930年 （昭和5年） | 西十両9枚目 5–2–4        | 西十両9枚目 5–6  | 東十両7枚目 7–4          | 東十両7枚目 6–5  |
| 1931年 （昭和6年） | 西十両2枚目 優勝 8–3     | 西十両2枚目 7–4  | 東前頭14枚目 7–4         | 東前頭14枚目 6–5 |
| 1932年 （昭和7年） | 西前頭8枚目 – 脱退       | x                | x                        | x                |
| 1933年 （昭和8年） | 前頭 引退 0–0–11         | x                | x                        | x                |
| 各欄の数字は、「勝ち-負け-休場」を示す。 優勝 引退 休場 十両 幕下 三賞：敢=敢闘賞、殊=殊勲賞、技=技能賞 その他：★=金星 番付階級：幕内 - 十両 - 幕下 - 三段目 - 序二段 - 序ノ口 幕内序列：横綱 - 大関 - 関脇 - 小結 - 前頭（「#数字」は各位内の序列） |                          |                  |                          |                  |

## 改名
- 高田川（たかだがわ）1921年1月場所 - 1926年5月場所
- 高ノ花 武也（たかのはな たけや）1926年5月場所 - 1933年1月場所[2]